# Hałas w mojej głowie
Hałas w mojej głowie è l'album di debutto da solista della cantante dance pop polacca Barbara Hetmańska, pubblicato nel 2009. Il disco è stato registrato nel corso dello stesso anno e contiene 15 tracce.
Dall'album sono stati lanciati tre singoli: "Wszystko, czego dziś chcę", "Yeah!" e "Czas (siłę w sobie mam)", tutti accompagnati da un video musicale.
Barbara Hetmańska ha partecipato al festival nazionale della musica di Opole nel 2009 con la canzone "Yeah!", e si è posizionata settima al concorso.

## Tracce
1. Intro
2. Yeah!
3. Wszystko, czego dziś chcę
4. Speed
5. Niebo
6. Ballada
7. Kilka prostych słów
8. Czas (siłę w sobie mam)
9. Hałas
10. Daddy's Girl
11. Bo pięknie jest
12. W mojej głowie
13. Make It Up
14. Outro
15. Yeah! (versione inglese)